# Butler River
Der Butler River ist ein Fluss im Westen der Südinsel Neuseelands.

## Geographie
Der Butler River bildet den Abfluss des Ice Lake in den Neuseeländischen Alpen. Der See sammelt das Schmelzwasser der Umgebung, insbesondere des Whataroa Glacier. Der Fluss fließt zunächst in südwestlicher Richtung bis zum Zusammenfluss mit dem Butler River South Branch, von dort an in nordwestlicher Richtung bis zur Mündung in den Whataroa River, der letztlich nordwestlich unterhalb des Abut Head in die Tasmansee entwässert.

### Butler River South Branch
Der Butler River South Branch (Quelle: 43° 26′ 41″ S, 170° 25′ 48″ O) entspringt im Tal nordwestlich des 2638 m hohen Mount Moffat, wird hauptsächlich vom Schmelzwasser des Gino Watkins Glacier gespeist und fließt etwa sechs Kilometer nach Norden, wo er auf den Butler River trifft.

## Infrastruktur
In den Bergausläufern überquert der New Zealand State Highway 6 den Whataroa River bei der kleinen Ansiedlung Whataroa. Von dort führen Wanderwege bis zur Mündung des Butler River. Von dort aus am Fluss entlang bis zum Ice Lake führt der Butler River Track.